# Uruguayská ragbyová reprezentace
Uruguayská ragbyová reprezentace reprezentuje Uruguay na turnajích rugby union. Mají přezdívku Los Teros. (Tero znamená ve španělštině čejka jihoamerická a je to symbol Uruguaye.) K 12. 1. 2025 byli na 17. místě světového žebříčku a jsou druzí nejlepší z Jižní Ameriky po reprezentaci Argentiny.
Zúčastnili se MS 1999, MS 2003, MS 2015, MS 2019 a MS 2023. Svůj první zápas na MS odehráli proti Španělsku a zvítězili 27:15. Největším úspěchem na MS pro ně bylo, když na MS 2019 porazili 30:27 Fidži. Jejich bývalý reprezentant Diego Ormaechea byl jmenován v roce 2019 do Světové ragbyové síni slávy.